# 太空猎人
《太空猎人》是一款由Kemco公司制作和发行的动作游戏。本游戏于1986年9月25日在日本地区FC游戏机发行。
游戏围绕着一个名为戴高乐的机器人起义而开始，时间是在公元2199年。此时全球爆发核战争。女主角名为阿尔蒂娜，是一个不支持反叛的机器人。她来表示对人类的忠心。